# 小暮千絵
小暮 千絵（こぐれ ちえ、1971年10月7日 - ）は、日本の元AV女優。

## 略歴・人物
1990年12月に宇宙企画よりAVデビュー。
異なるプロフィールがいくつかある。
- 「BE MY BABY そんなハズじゃ…」のケース裏面のプロフィールでは、B:80・W:58・H:80としている[2]。
- 「パンツのしみ」のケース裏面のプロフィールでは、B:80・W:57・H:83としている[1]。

趣味:音楽鑑賞、絵を描くこと。

## 出演作品

### アダルトビデオ
1990年
- ブルマー倶楽部 スーパーVIDEO塾 林かづき・今村果穂・小暮千絵 他（3月11日、宇宙企画 UF-59）
- BE MY BABY そんなハズじゃ…（3月25日、宇宙企画）
- 千絵のはちみつ（5月6日、宇宙企画）
- 宇宙企画のスーパー・ランジェリー 7 五島めぐ・小暮千絵・木田彩水 ほか（5月10日、宇宙企画）
- 乙女銀座 2 小暮千絵・秋山エミ・貝塚里美 他（6月10日、宇宙企画）
- 学園ソナタ創刊号 それぞれの課外授業 星野陽子・吉野里亜・高橋夏樹・小暮千絵 他（6月20日、英知出版）
- SUPERアタック・ビデオ 2 小暮千絵・美里香織 他（7月8日、宇宙企画）
- 濡れた千絵（7月28日、クリスタル映像）
- パンツのしみ 千絵の放課後恥ずかし日記（8月10日、VIP）
- 先生!そんなこと…して下さい 桂木美雪・小暮千絵（8月21日、大陸書房）
- シークレット・ゾーン Part.4（8月31日、ジャパンホームビデオ）
- 元気一発（9月23日、宇宙企画）…共演:小田桐まゆ
- 女教師調教 小暮千絵・夏樹麗美・大西友里亜（10月10日、笠倉出版社）
- 千絵があぶない（10月25日、ホップビデオ）
- おつゆの味見（11月8日、日本レンタルシステム SC-72）
- 乱熟セミナー（11月20日、シェール）
- 若奥様 童貞狩り 小暮千絵・大友梨奈・岡田優奈（12月25日、二見書房）
- いれぢえ（アイダス TW-1007）
- 秘部直撃（ステラ STV-1024）
- バスガイド あなたと一緒（せいふく舎 SE-119）
- 濡れたパンティーの秘密（ファイブスター FV-8847）
- しょっぱい満月の味（クリスタル映像 SC-72）

1991年
- 天国FUCK 好奇心が止まらない（1月14日、コロナ社）
- 隣りの若奥様 3 森村あすか・藤木流花・小暮千絵（1月17日、笠倉出版社）
- ベストAVギャル’91 10人の女神うずく！（2月8日、大陸書房 PV-1717）全10名
- ザ・ナースメモリー 4 森村あすか・小暮千絵・渚友紀（3月14日、笠倉出版社）
- 蜜狂い 狂乱!ハニーFUCK（4月18日、ジェット）
- マリアナ・ベストヒット 2（2月15日、ホップビデオ）全5名
- マドンナメイトスペシャル 特撮版 2（5月25日、二見書房）全14名
- あぶない制服 VS ランジェリーSPECIAL 25（10月5日、笠倉出版社）全25名
- ちえのえっち白書（11月、ハートメディア）※「いれぢえ」を再編集したもの
- ハレンチ図鑑 連射スペシャル 大狂乱5人娘！！ 寺崎泉・小泉ちひろ・小暮千絵 他（12月、アイダス HM-504）全5名 ※「おしゃぶり曼陀羅」を再編集したもの
- おしゃぶり曼陀羅 アイダス連射スペシャル 1 寺崎泉・小泉ちひろ・小暮千絵 他（アイダス TB-1022）
- 淫女伝説 2 弓月薫・森山愛里・小暮千絵（ステラ STV-1046）
- えっー、うっそー、わかんなーい（アイディ出版 BE-014）
- ためらいはシャボン玉（アールエーシー IS-009）
- 性徒諸君!（キャロルキング CL-024）
- 生人形 Sexy Doll（アールエーシー R-003）
- 氾濫 小暮千絵・森村あすか・中山美里 他（コロナ社）
- ナース快楽館 3（ファイブスター FV-8860）全5名
- スーパーエクスタシー5　パート5（せいふく舎 SE-131）全5名

1992年
- 恥辱のマドンナ スーパーコレクション'93（2月、イメージ・ボックス CV-1107）全12名
- 100人のマドンナ 4（3月15日、笠倉出版社）全25名
- AVアイドルCLUB（4月15日、ファイブスター）全7名
- 千絵ちゃんの濡れたパンティー（VISUAL ONE NE-1001）
- 天使のくちづけ 小暮千絵・森山愛理・弓月薫（アイダス）全3名

1993年
- AVギャル烈伝 3（7月22日、笠倉出版社）全28名
- あぶない若妻スペシャル（11月13日、笠倉出版社）全20名

1994年
- レンタルAV10年史 トップ20コレクション特選版 制服大図鑑（5月25日、二見書房 MV-103）全20名

1998年
- 制服伝説 小沢奈美・小林里穂・森村あすか・木暮千絵　ほか（メディアバンク）全15名

2002年以降
- ブルセラエンジェル 井上詩織・原田薫・森村あすか・小暮千絵 他（2002年12月11日、メディアバンク）
- ナース20年史 Deluxe 1 五島めぐ・小沢奈美・島崎里美・小暮千絵 他（2003年7月18日、FIVE STAR）
- 平井まりあとちっちゃい子980 平井まりあ・由月理帆・小暮千絵（2004年3月19日、エクストリージョン）
- 宇宙企画Classic 小暮千絵（2004年4月9日、宇宙企画）＊「BE MY BABY」「千絵のはちみつ」「元気一発」を収録
- 夢の11連発 VOL.4 田村香織・麻倉ルミ・木村由香・小暮千絵 他（2011年10月9日、エイジーエイ）

発売年不明
- 尻軽お嬢さんの入れ喰い秘穴（リップスティック LST-08）VHS
- 超絶頂伝説 10 究極の美少女いんらん編 森下あいみ・吉川りりあ・小暮千絵・憂木瞳 他（まんかい30 MKS-010）VHS
- パワフルスーパービデオ DOKIDOKI 4 小暮千絵・朝比奈樹里 他（リイド社 LV-1048）VHS
- もだえる美獣（ロマンス あの4）VHS

　他

## 出版

### 写真集
- 小暮千絵写真集 不思議少女ちえちゃん（1990年11月20日、ピラミッド社） - 撮影:神渡信平
- マドンナメイト写真集 小暮千絵（1990年12月25日、マドンナ社） - 撮影:野川イサム ISBN 9784576901480
- ニューアイドル写真集 小暮千絵 いっしょに遊ぼ!（1991年1月21日、ピラミッド社） - 撮影:神渡信平 ISBN 4803331588
- 木陰のロリータ（のぞみちゃん、もこちゃん）（1993年10月、黒田出版興文社） - 撮影:牧田仁
- 女性アイドル写真集 クラスメイト セーラー服を早く脱がせて! 小暮千絵・仲崎亜子・本田亜理沙（?、さーくる社）ISBN 9784882632085

### 雑誌
1990年
- 台風クラブ 1月号（東京三世社）
- Beppin 2月号、7月号、12月号（英知出版）
- すッぴん 3月号、5月号（英知出版）
- ビデオボーイ 3月号（英知出版）
- URECCO 4月号、7月号（ミリオン出版）
- VIDEPAL 4月号（東京三世社）
- スーパーアイドルフリーク No.10（5月15日、近代映画社）
- セーラーメイトDX 5月号（東京三世社）
- オレンジ通信 5月号、6月号、7月号、8月号、1991年5月号（東京三世社）
- 週刊プレイボーイ 6月5日号（集英社）
- アップル通信 6月号（表紙）（三和出版）
- ヤングエンジェル 7月号（蒼竜社）
- スキンシップ 8月号（日正堂）
- SUPER GALS NOW 8月号（リイド社）
- ベストビデオ 9月号（三和出版）
- ザ・ヒット MAGAZINE 9月号（三和出版）
- 熱烈120% 9月号（少年出版社）
- Pink House 9月号（日本出版社）
- ACTRESS 1990年10月号（リイド社）
- ビデオ・ザ・ワールド 11月号（白夜書房）
- ベストカメラ 11月号（少年画報社）
- Crash 11月号（白夜書房）
- おとこの遊び専科 12月号（青人社）

1991年
- ACTRESS 1月号（リイド社）
- デラべっぴん 1月号（英知出版）
- TOP TEN MATE 2月号、4月号（若生出版）
- Girl Friends 2月号（若生出版）
- さくらんぼ通信 1991年2月号（大洋図書）
- ベスト・ランジェリー No.11（3月15日、光彩書房）
- NEW GIRL FRIEND '91 Beppin特別編集 美少女59人、ひとりじめ!（3月25日、英知出版）
- オフィスレディ・スーパーショット VOL.1（5月25日、司書房）
- セクシースタイル SPECIAL PHOTO COLLECTION（6月25日、司書房）
- ぎゃる～る 7月号（ダイアプレス）
- THE SUPER KUIKOMI PHOTO BOOK MOMO（6月25日、英知出版）
- SEXY BODIES AV ALL STARS（7月25日、司書房）

1992年
- OLスーパーショット オフィスラブ（9月25日、司書房）

## ゲーム
- セクシーアイドル麻雀 小沢奈美・小暮千絵・君島愛・林由美香・後藤えり子 他（1993年12月24日、日本物産、PCエンジンスーパーCDソフト）